# Киква (Якшур-Бодьїнський район)
Киква́ (рос. Кыква) — присілок в Якшур-Бодьїнському районі Удмуртії, Росія.
Населення — 312 осіб (2010; 397 в 2002).
Національний склад (2002):
- удмурти — 90 %

## Історія
Присілок заснований 1697 року. 1908 року в ньому була відкрита земська початкова школа, 1932 року — перша в районі електростанція. В 2004-2005 роках присілок був газифікований.

## Урбаноніми[4]
- вулиці — Клестовська, Ключова, Мирна, Першотравнева, Радянська, Смірнова, Сонячна, Шкільна